# Smögen
58°22′N 11°14′Ø / 58.367°N 11.233°Ø
Smögen er en ø, og en  svensk by beliggende i  Sotenäs kommun i Västra Götalands län i landskapet Bohuslän. Øen der ligger vest for kommunens hovedby Kungshamn, har et areal på 104,91 hektar
og en befolkning på 	1.329 mennesker i 2010. Smögen er bedst kendt for sin havn med en 600 meter lang brygge som tiltrækker mange  bådturister hver sommer. Langs bryggen ligger der butikker og spisesteder. Hver morgen afholdes fiskeauktion i Smögen.
Øen Smögen har en udstrækning på godt 1 km² og består af Smögenön mod syd og Hasselön i nord. Sundet mellem disse to øer er blevet opfyldt, så Smögen er en sammenhængende ø. Smögen har forbindelse til Kungshamn over den 400 meter lange Smögenbron, bygget i beton i 1970. Syd for Smögen ligger  øen Hållö med Hållö fyr.

## Eksterne kilder og henvisninger
- Wikimedia Commons har flere filer relateret til Smögen
- smogenbryggan.se